# 矢部宗春
矢部 宗春（やべ むねはる、文明元年（1469年） - 延徳元年（1489年）?）は室町時代末期の因幡国の武士。父は矢部定利、通称は八郎。

## 経歴
因幡国若桜鬼ヶ城主、矢部定利の子として生まれる。『親元日記』（文明13年（1481年）8月27日条）に「矢部八郎」として登場するのが史料上の初見である。当時13歳であった宗春は父・定利と共に幕府政所執事・伊勢貞宗と対面、「宗」の字を与えられ、この時「宗春」と改名した。諸史料によるとその後も度々伊勢貞宗と対面している。
父から子への家督の委譲時期は不明だが、2年後の文明15年（1483年）11月14日に催された犬追物では毛利次郎と共にこれに参加、同17年（1485年）3月1日の細川政元の馬場で行われた犬追物にも参加しており、この頃には家督が移っていた可能性があるがはっきりとしない。なお、犬追物での弓技の成績は優れていたようである。
このほか、長享元年（1487年）9月12日に足利義尚が江州へ出陣した際に従軍した者の中に「矢部八郎」の名が見えるが宗春なのかどうかはこれも不明である。
一説に宗春の活動は京都が中心であることから、因幡に在国する父の名代として中央政界などとの繋がりを築くために活動していたとの指摘があり、父子間で役割分担をしていたのではないかといわれる。
延徳元年（1489年）11月、第2次毛利次郎の乱に参加した父・定利が山名豊時の軍勢に攻められ山名政実らと自刃した。この時、一族の者も従ったとされているが宗春に関しては触れられておらず確認ができない。しかし、この後90年程下るが永禄年間には矢部氏の本家筋が復活していることから、宗春が生き延びたと考えることもできるが、関係史料が少ないため定かではない。